# 尼克·凯尔戈祖
尼克·凯尔戈祖（英語：Nick Kergozou，1996年4月29日—），新西兰男子自行车运动员，2017年世界场地自行车锦标赛男子团体追逐赛银牌得主、2023年世界场地自行车锦标赛男子团体追逐赛铜牌得主。